# Campeonato Asiático de Atletismo de 2023 - Salto em altura feminino
A prova do salto em altura feminino do Campeonato Asiático de Atletismo de 2023 foi disputada no dia 13 de julho de 2023, no Estádio Nacional, em Banguecoque, na Tailândia.

## Recordes
Antes desta competição, os recordes mundiais e do campeonato nesta prova eram os seguintes:
|                       | Nome                  | Nacionalidade | Altura  | Local  | Data                 |
| --------------------- | --------------------- | ------------- | ------- | ------ | -------------------- |
| Recorde mundial       | Stefka Kostadinova    | Bulgária      | 2m 09cm | Roma   | 30 de agosto de 1987 |
| Recorde do campeonato | Tatyana Efimenko      | Quirguistão   | 1m 94cm | Amã    | 28 de julho de 2007  |
| Recorde asiático      | Nadezhda Dubovitskaya | Cazaquistão   | 2m 00cm | Almati | 8 de junho de 2021   |

## Medalhistas
| Ouro                        | Prata                      | Bronze                  |
| Kristina Ovchinnikova (KAZ) | Yelizaveta Matveyeva (KAZ) | Svetlana Radzivil (UZB) |

## Cronograma
Todos os horários são locais (UTC+7)
| Data        | Hora  | Evento |
| ----------- | ----- | ------ |
| 13 de julho | 16:40 | Final  |

## Resultado final
A final ocorreu no dia 13 de julho às 16:40.
| Posição           | Atleta                       | Nacionalidade | 1.60 | 1.70 | 1.75 | 1.80 | 1.83 | 1.86 | 1.89 | Resultados | Notas |
| ----------------- | ---------------------------- | ------------- | ---- | ---- | ---- | ---- | ---- | ---- | ---- | ---------- | ----- |
| Medalha de ouro   | Kristina Ovchinnikova        | Cazaquistão   | –    | –    | o    | o    | xxo  | o    | xx   | 1.86       |       |
| Medalha de prata  | Yelizaveta Matveyeva         | Cazaquistão   | –    | o    | o    | o    | xxo  | xo   | xxx  | 1.86       |       |
| Medalha de bronze | Svetlana Radzivil            | Uzbequistão   | –    | –    | o    | o    | o    | xxx  |      | 1.83       |       |
| 4                 | Lu Jiawen                    | China         | –    | o    | o    | xo   | o    | xxx  |      | 1.83       |       |
| 4                 | Nagisa Takahashi             | Japão         | –    | –    | xo   | o    | o    | xxx  |      | 1.83       |       |
| 6                 | Li Ching-ching               | Taipé Chinesa | –    | o    | –    | o    | xxx  |      |      | 1.80       |       |
| 7                 | Pooja                        | Índia         | o    | o    | o    | xxx  |      |      |      | 1.75       |       |
| 7                 | Aleksandra Sharkayeva        | Uzbequistão   | –    | –    | o    | xxx  |      |      |      | 1.75       |       |
| 7                 | Rubina Yadav                 | Índia         | o    | o    | o    | xxx  |      |      |      | 1.75       |       |
| 10                | Norliana Kamaruddin          | Malásia       | o    | o    | xo   | xxx  |      |      |      | 1.75       |       |
| 11                | Lin Pei-hsuan                | Taipé Chinesa | –    | o    | xo   | xxx  |      |      |      | 1.75       |       |
| 12                | Mariam Abdelhameed Abdulelah | Iraque        | o    | o    | xxx  |      |      |      |      | 1.70       |       |
| 12                | Ritu Akhter                  | Bangladesh    | o    | o    | xxx  |      |      |      |      | 1.70       |       |
| 14                | Michelle Sng Suat Li         | Singapura     | –    | xo   | xxx  |      |      |      |      | 1.70       |       |
| 14                | Wong Yuen Nam                | Hong Kong     | –    | xo   | xxx  |      |      |      |      | 1.70       |       |
| 99                | Chung Wai Yan                | Hong Kong     | –    | xxx  |      |      |      |      |      | NM         |       |

Legenda
| Recorde mundial       | Recorde mundial (World record)               |                       | Recorde africano                      | Recorde africano (African) |                                           | Q | Classificado por posição (Qualified) |
| Recorde do campeonato | Recorde do campeonato (Championship record)  | Recorde da América    | Recorde da América (Americas)         | q                          | Classificado por melhor tempo (Qualified) |   |                                      |
| Melhor marca do ano   | Melhor marca do ano (World leading)          | Recorde asiático      | Recorde asiático (Asian)              | DNS                        | Não largou (Did not start)                |   |                                      |
| Recorde nacional      | Recorde nacional (National record)           | Recorde europeu       | Recorde europeu (European)            | DNF                        | Não terminou (Did not finish)             |   |                                      |
| Recorde pessoal       | Recorde pessoal do atleta (Personal best)    | Recorde da Oceania    | Recorde da Oceania (Oceania)          | DSQ / DQ                   | Desclassificado (Disqualified)            |   |                                      |
| Recorde da temporada  | Recorde da temporada do atleta (Season best) | Recorde sul-americano | Recorde sul-americano (South America) | NM                         | Sem marca (No mark)                       |   |                                      |